# Przełączka za Baranim Mnichem
Przełączka za Baranim Mnichem (słow. Sedlo za Baraním mníchom) – przełączka znajdująca się w długiej południowo-wschodniej grani Wyżniego Baraniego Zwornika, w południowo-wschodniej części masywu Baranich Rogów w słowackiej części Tatr Wysokich. Przełączka ta oddziela Baranią Basztę na zachodzie od Baraniego Mnicha na wschodzie. Na Przełączkę za Baranim Mnichem nie prowadzą żadne znakowane szlaki turystyczne, dla taterników najdogodniejszym sposobem wejścia na jej siodło jest przejście granią od Baraniej Przełęczy.
Przełączka za Baranim Mnichem jest przełęczą o dwóch siodłach, między którymi góruje turniczka zwana Baranim Mniszkiem.

## Historia
Pierwsze wejścia turystyczne:
- Kazimierz Bizański, Janusz Chmielowski, Witold Chmielowski, Adam Lewicki, Jan Bachleda Tajber, Klemens Bachleda i Wojciech Brzega, 24 września 1901 r. – letnie,
- Tibold Kregczy, Lajos Rokfalusy i Zoltán Votisky, 17 kwietnia 1911 r. – zimowe.